# Liana Alexandra
Liana Alexandra, née Liana Moraru le 27 mai 1947 et morte le 10 janvier 2011, est une compositrice, pianiste et professeure de musique roumaine.

## Biographie
Liana Alexandra est née à Bucarest, en Roumanie. De 1965 à 1971, elle a étudié au conservatoire Ciprian Porumbescu (aujourd'hui université nationale de musique de Bucarest) auprès de Tudor Ciortea et Tiberiu Olah et a suivi des cours de composition en 1974, 1978, 1980 et 1984, à Darmstadt, en Allemagne. Titulaire d'un doctorat en musicologie, elle enseigne la composition, l'orchestration et d'analyse musicale à partir de 1971 jusqu'à sa mort en 2011. Compositrice prolifique dans le style néoromantique, plus d'une centaine de ses œuvres ont été jouées et publiées en Roumanie. Selon le musicologue Octave Cosma, « elle était dans son élément avec la musique de chambre et la musique orchestrale, employant la répétition et l'évolution des techniques, avec des lignes mélodiques suggérant lyrisme et méditation » et une instrumentation utilisant « une palette de couleurs pastels et délicates ». Liana Alexandra épouse le violoncelliste et compositeur roumain Şerban Nichifor en 1978. Ils ont joué ensemble en tant que Duo Intermedia à partir de 1990 et ont été coadministrateurs du Nuova Musica Consonante - Living Music Foundation Festival,.
Liana Alexandra est décédée à son domicile, à Bucarest, d'une hémorragie cérébrale à l'âge de 63 ans. Le 12 janvier 2011, deux jours après sa mort, l'émission Univers muzical românesc sur Radio România Muzical lui est dédiée. En mai de la même année, le livre Liana Alexandra: Marturii despre de la musique de l'ie est publié par Editura Stephanus dans une édition bilingue roumain-anglais. Ce livre est une anthologie de textes sur la musique de Liana Alexandra par des compositeurs, critiques et musicologues y compris Viorel Cosma (ro), Grete Tartler (ro), Robert Voisey', et Jacques Leduc. Plus tard ce mois-là, son opéra de 1987, În labirint a été joué en sa mémoire par le Banatul Philharmonic de Timişoara a en tant que concert de clôture du festival international de musique de Timișoara,.

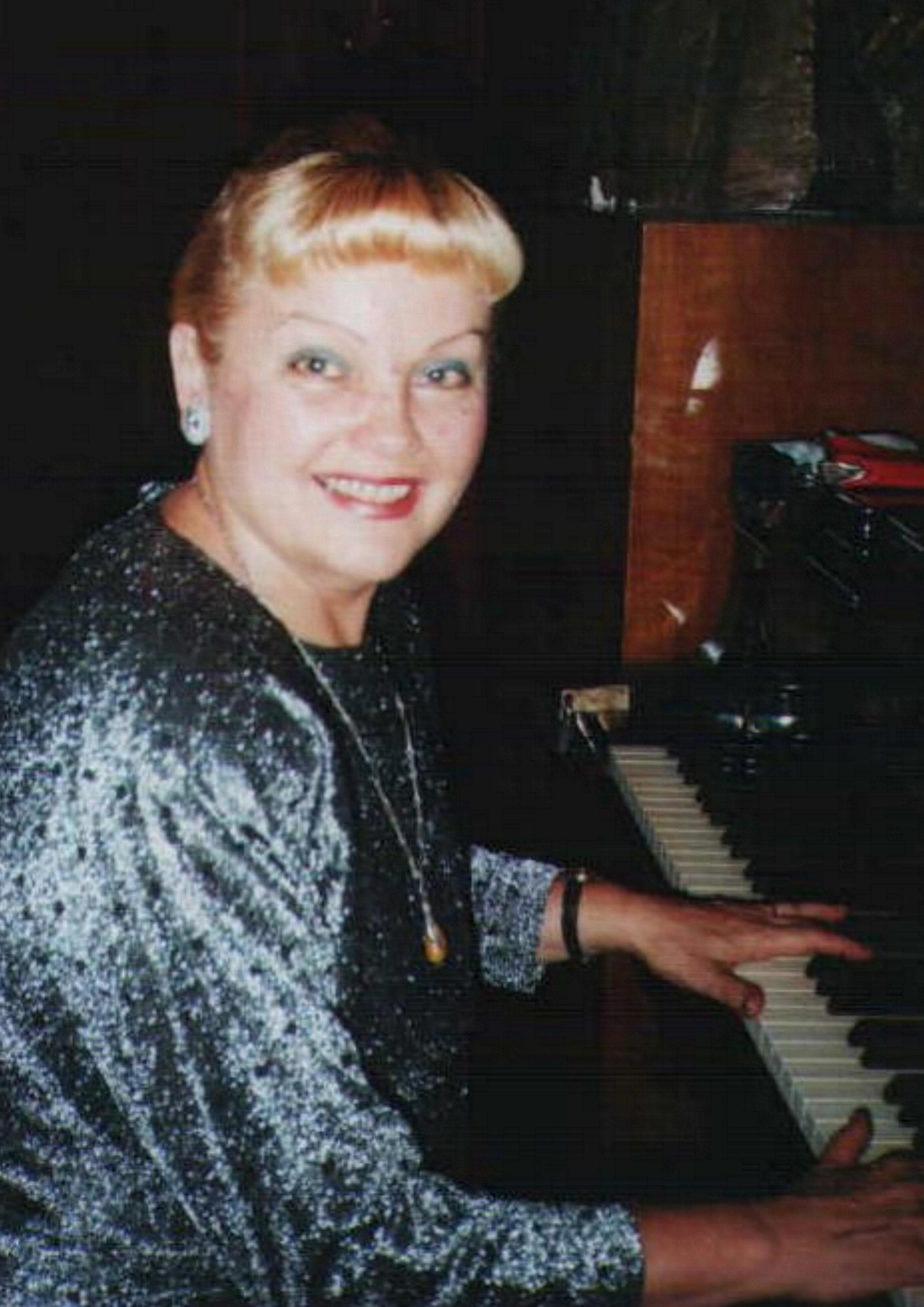
La compositrice Liana Alexandra jouant du piano, lors d'un concert du festival International New Music Week, Bucarest, musée Georges-Enesco, 2002.

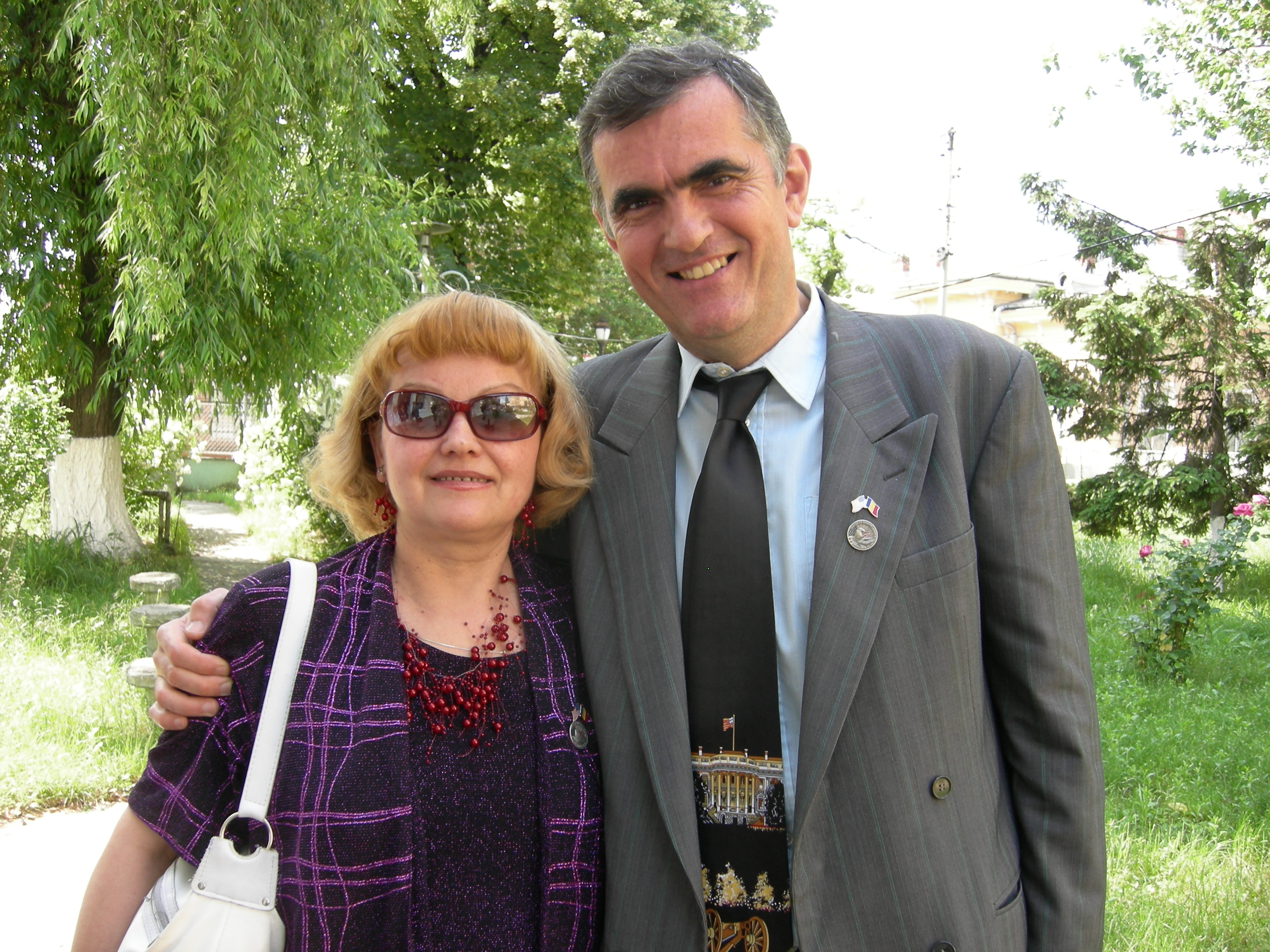
Liana Alexandra et son époux Şerban Nichifor. Le couple s'est produit sous le nom Duo Intermedia.

## Prix et distinctions
Les œuvres de Liana Alexandra ont remporté de nombreux prix et distinctions, y compris :
- 1975, 1979, 1980, 1982, 1984, 1987, 1988 - Prix de l'Union des compositeurs roumains
- 1979, 1980 - Prix Gaudeamus
- 1980 - Prix de l'Académie roumaine
- 1993 - Prix de la Société internationale pour la musique contemporaine
- 1997 - Prix d'Israël ACMEOR

## Sélection d'œuvres

### Musique symphonique et pièces pour voix et orchestre
- Symphonie I (1971)
- Cantate I « La curtile dorului » pour chœur féminin et orchestre, sur un texte de Lucian Blaga (1971)
- Valente, mouvement symphonique (1973)
- Concerto pour clarinette et orchestre (1974)
- Cantate II « Laudă » pour soprano, baryton, chœur mixte et orchestre, sur un texte de Lucian Blaga (1977)
- Cantate III « Țară-pământ, țară-idee » pour chœur féminin et orchestre, sur un texte de Nichita Stanescu (1977)
- Symphonie II (1978)
- Concerto pour flûte, alto et orchestre de chambre (1980)
- Symphonie V (1985-1986)
- Symphonie VI (1988-1989)
- Poème symphonique « Jérusalem » (1990)
- Concerto pour orchestre à cordes (1991)
- Concerto pour piano à quatre mains et orchestre (1993)
- Symphonie VII (1995-1996)
- Concerto pour saxophone et orchestre (1997)
- Pastorale pour orchestre à vent (1999)
- Concerto pour orgue et orchestre (2002). Créé à la salle de concert Mihail Jora, Bucarest, le 13 novembre 2002, avec l'orchestre de chambre de la radio dirigé par Cristian Brancus, avec Ilse Maria Reich à l'orgue.
- Computer music (2003 - 2004)

### Opéras
- Crăiasa zăpezii, d'après La reine des neiges de Hans Christian Andersen (1978)
- În labirint, opéra de chambre (1987)
- Chant d'amour de la dame à la licorne, opéra de chambre sur un texte d'Étienne de Sadeleer (1995)

### Musique de chambre
- Sonate pour flûte solo (1973)
- Musique pour clarinette, harpe et percussion (1972)
- Suite lyrique pour clarinette, trompette et piano (1974)
- Deux suites pour soprano et orchestre de chambre (1976)
- Colaje, pour quintette de cuivres (1977)
- Incantații (1978 - 2002)
- Consonanțe (1978 - 1998)
- Imagini întrerupte, pour quintette à vent (1983)
- Cadenza, pour violon (1983)
- Pastorale pour clarinette, basse et piano (1984)
- Allegro veloce e caratteristico, pour orgue (1985)
- Sonate pour six cornes (1986)
- Larghetto pour orchestre de chambre à cordes (1988)
- Intersecții, pour cor et piano (1989)
- Music for Het Trio, pour flûte, clarinette alto et piano (1990)
- A Tre, pour flûte, clarinette, et basson (1991)
- Cadenza III, pour piano (1992)
- Sonate pour piano (1993)
- Fantazie, pour violoncelle et piano (1994)
- Poem pentru România, pour soprano et piano, sur un texte d'Eugène Van Itterbeek (1994)
- Poem pentru Madona de la Neamț, pour soprano et piano, sur un texte d'Eugène Van Itterbeek (1994)
- Cinq mouvements pour violoncelle et piano (1997)
- Muzici paralele pour saxophone, violoncelle et piano (2001)

### Ballets
- Mica Sirenă, d'après La petite sirène de Hans Christian Andersen, sur un livret d'Anda Boldur (1982)

## Discographie
Liana Alexandra est membre du consortium Vox Novus. Plusieurs de ses compositions pour le projet 60x60 de ce consortium figurent sur :
- 60x60 (2004-2005). Vox Novus VN-001
- 60x60 (2006-2007). Vox Novus VN-002[8]

Son œuvre chorale de 1981, Soarele Si Luna, figure sur :
- Contemporary Music IV - musique par Paul Constantinescu, Pascal Bentoiu, Liana Alexandra, Laurentiu Profeta, et al. Réalisé par Marin Constantin, 1998, réédité en 2005. Electrecord 260